# Forteresse de Bač
La forteresse de Bač (en serbe cyrillique : Бачка тврђава ; en serbe latin : Bačka tvrđava) est une forteresse médiévale située à Bač, en Serbie et dans la province de Voïvodine. Elle a été construite au XIVe siècle et est inscrite sur la liste des entités spatiales historico-culturelles d'importance exceptionnelle de la République de Serbie.

## Emplacement
La forteresse est située dans un méandre de la rivière Mostonga.

## Histoire
La forteresse de Bač a été construite au XIVe siècle à l'époque du roi de Hongrie Charles Robert (1310–1342). Elle était alors munie de huit tours. Elle devint une place de première importance sur les plans militaire et culturel et religieux. Après la bataille de Mohács (1526), elle passa entre les mains de l'Empire ottoman en 1529. Au XVIIe siècle, le voyageur turc Evliya Çelebi visita la forteresse, qu'il décrit comme une ville entourée de vastes fossés remplis d'eau.
Elle fut reprise par les Autrichiens en 1687 mais, après la rébellion du prince hongrois François II Rákóczi (1703–1711), la forteresse fut incendiée et abandonnée. Malgré cela, Bač resta la forteresse médiévale la mieux préservée de Voïvodine.

## La forteresse aujourd'hui

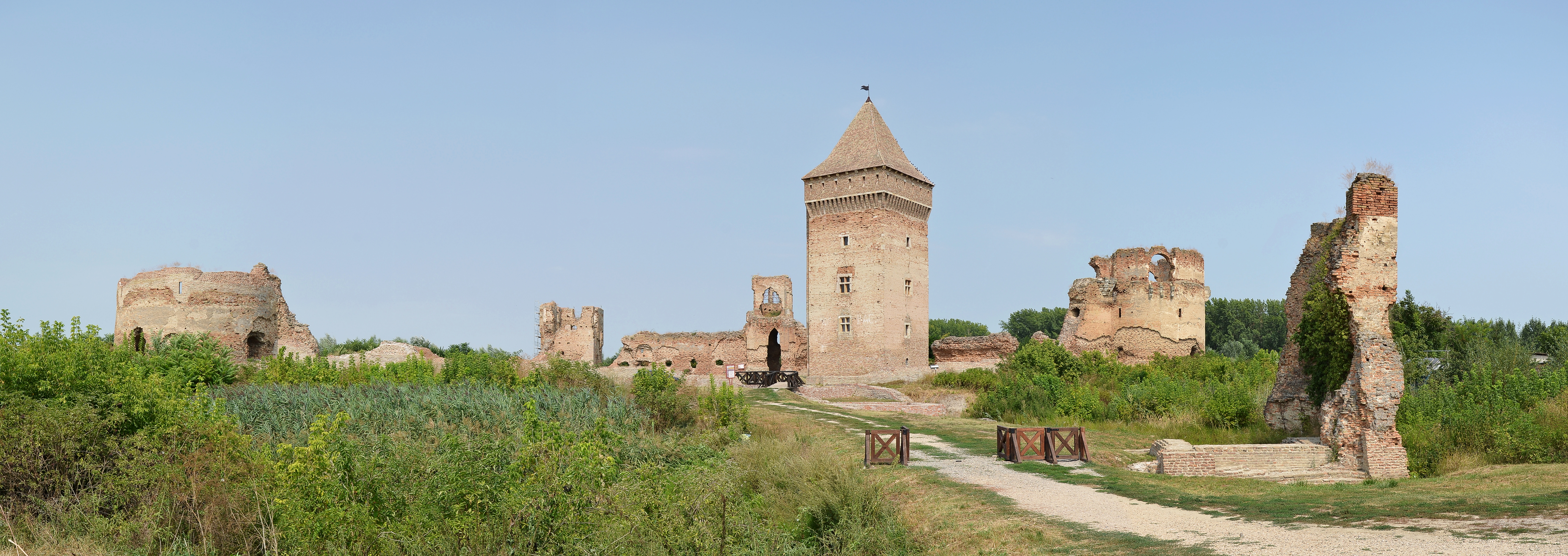
Vue générale de la forteresse de Bač

Des huit tours de la forteresse initiale subsistent les vestiges de quatre tours latérales, ainsi que la tour centrale haute de 18 m, qui a été en partie reconstruite.